# Giuseppe Mastroleo
Giuseppe Mastroleo (né à Naples en 1676 et mort à Naples en 1744) est un peintre italien.

## Biographie
Les documents faisant référence au peintre sont peu nombreux. L'on sait qu'il est né à Naples en 1676 et qu'il est l'un des élèves les plus brillants de Paolo de Matteis, avec Nicola de Filippis et Bernardes Peresi. 
Ses œuvres, que certains ont attribué à son maître tant le style est similaire, sont dispersées dans plusieurs églises de Campanie et d'Italie méridionale. Les sources précisent qu'il est aussi le maître du peintre espagnol José Luzán (originaire de Saragosse), fameux pour avoir été le premier à enseigner la peinture au célèbre Goya. 
Mastroleo est l'auteur du Saint Érasme de l'église Santa Maria la Nova de Naples. Il peint également  pour l'église de la Nunziatella a Pizzofalcone et pour l'église Santa Maria del Divino Amore de Naples.